# Conseil départemental du Val-d'Oise
Le conseil départemental du Val-d'Oise est l'assemblée délibérante du département français du Val-d'Oise, collectivité territoriale décentralisée agissant sur le territoire départemental créé le 1er janvier 1968, en application de la loi du 10 juillet 1964.
Ses séances sont publiques.
Il était dénommé avant 2015 conseil général du Val-d'Oise.

## Histoire
Le département est constitué dans le cadre de la réorganisation de la région parisienne en 1964 définie par la loi du 10 juillet 1964, la commune faisait partie du département de Seine-et-Oise, par démembrement de l'ancien département de Seine-et-Oise. Le département était administré par son conseil général, constitué par la réunion de l'ensemble des conseillers généraux, élus de chaque canton.
Dans le cadre du redécoupage cantonal de 2014 en France, le nombre de cantons du Val-d'Oise passe de 39 à 21, chacun élisant deux conseillers départementaux, un homme et une femme.
Depuis les élections départementales de 2015 le conseil départemental compte ainsi 42 membres.
Ces derniers élisent leur président, ainsi que les vice-présidents, constituant ensemble l'exécutif de la collectivité territoriale.

## Compétences
Le département exerce les compétences qui sont déterminées par le code général des collectivités territoriales.
Cette collectivité territoriale est administrée par son assemblée délibérante, dénommée depuis 2015 le conseil départemental. L'assemblée départementale élit son président et ses vice-présidents, ainsi que la commission permanente, désignée au scrutin proportionnel à la plus forte moyenne, qui disposent de pouvoirs propres ou délégués par le conseil départemental. Celui-ci prend par ses délibérations l'ensemble des autres décisions concernant la collectivité territoriale, et notamment détermine ses politiques publiques, vote son budget et les taux des impôts qu'elle perçoit.
Les compétences du département, administré par son conseil, sont fixées par la loi no 82-213 du 2 mars 1982 fixant les droits et libertés des communes, départements et régions et les lois no 83-8 du 7 janvier 1983, no 83-663 du 22 juillet 1983 et no 83-1186 du 29 décembre 1983 portant sur la répartition des compétences entre l’État et les collectivités locales. Ces lois lui attribuent les compétences d’aide sociale à l'enfance, d’aide aux personnes handicapées, d’aide aux personnes âgées, l’entretien et l’investissement des routes départementales, l’organisation des transports et le soutien au développement économique. La loi no 2003-1200 du 18 décembre 2003 a ajouté la compétence en matière de revenu minimum d'insertion et la loi constitutionnelle no 2003-276 du 28 mars 2003 a instauré le principe de décentralisation.
La loi no 2004-809 du 13 août 2004 relative aux libertés et responsabilités locales a ajouté les compétences de gestion de certaines routes nationales, l’entretien et l’investissement dans les collèges, l’aide au logement, la protection maternelle et infantile, la gestion des cours d'eau et lacs, des espaces naturels sensibles, la gestion du schéma départemental des établissements d’enseignement culturel, des archives, bibliothèques et musées départementaux, l’entretien des immeubles possédés par l’État classés et inscrits aux monuments historiques, le financement du service départemental d'incendie et de secours,.
Aux termes de la loi de modernisation de l'action publique territoriale et d'affirmation des métropoles du 27 janvier 2014
les départements ont « compétence pour promouvoir les solidarités et la cohésion territoriale sur le territoire départemental, dans le respect de l'intégrité, de l'autonomie et des attributions des régions et des communes. »

## Gouvernance

### Élus
Le conseil départemental est constitué de 42 conseillers départementaux, à raison de deux élus pour chacun des 21 cantons du département.
Les élections départementales de 2021 dans le Val-d'Oise ont vu l'élection de 34 élus de l'union de la droite (LR, Libres !, UDI, DVD) et de 8 élus de l'union de la gauche (PS, EÉLV, DVG).

### Liste des présidents
| Période      | Période                      | Identité                 | Étiquette         | Qualité |
| ------------ | ---------------------------- | ------------------------ | ----------------- | --- |
| 1968         | 1976                         | Adolphe Chauvin          | UDF               | Sénateur de Seine-et-Oise (1959 → 1968) Sénateur du Val-d'Oise (1968 → 1986) Maire de Pontoise (1953 → 1977) |
| 1976         | 1989                         | Pierre Salvi             | CD puis UDF-CDS   | Sénateur du Val-d'Oise (1977 → 1989) Conseiller général de Viarmes (1967 → 1989) Maire de Viarmes (1953 → 1965) |
| 1989         | 1997                         | Jean-Philippe Lachenaud  | UDF               | Conseiller maître à la Cour des Comptes Sénateur du Val-d'Oise (1995 → 2004) Député du Val-d'Oise (1re circ.) (1986 → 1992) Maire de Pontoise (1977 → 1989) Conseiller général de Pontoise (1982 → 1988 et 1989 → 1994) Conseiller général de Saint-Leu-la-Forêt (1994 → 2001)                  |
| 1997         | 2008                         | François Scellier        | UMP               | Député du Val-d'Oise (6e circ.) (2002 → 2017) Conseiller général de Saint-Gratien (1985 → 2015) Maire de Saint-Gratien (1983 → 2001) |
| 2008         | 2011                         | Didier Arnal             | PS                | Conseiller général de Sarcelles-Sud-Ouest (1998 → 2015) Maire-adjoint de Sarcelles |
| 2011         | octobre 2017                 | Arnaud Bazin             | DVD puis UMP → LR | Vétérinaire Maire de Persan (1995 → 2011) Conseiller général de Beaumont-sur-Oise (2011 → 2015) Conseiller départemental de L'Isle-Adam (2015 → ) Président de la CC du Haut Val-d'Oise (2014 → 2017) Sénateur du Val-d'Oise (2017 → ) Démissionnaire à la suite de son élection comme sénateur |
| octobre 2017 | En cours (au 2 juillet 2021) | Marie-Christine Cavecchi | LR                | Maire-adjointe de Franconville Conseillère générale puis départementale de Franconville (2011 → ) Réélue pour la mandature 2021-2027, |

## Groupes politiques sous les précédentes mandatures

### 2004-2008
Majorité départementale :
- Groupe Union pour le Val-d'Oise
  - 13 élus UMP
  - 5 élus divers droite
  - 2 élus UDF
  - 2 élus non-inscrits

Opposition :
- Groupe socialiste et apparenté
  - 15 élus PS
  - 1 élu divers gauche
- Groupe communiste
  - 1 élu PCF

### 2008-2009
Majorité départementale :
- Groupe socialiste et apparentés
  - 16 élus PS
  - 2 élus divers gauche
- Groupe communiste
  - 1 élu PCF

Opposition :
- Groupe Union pour le Val-d'Oise
  - 12 élus UMP
  - 5 élus divers droite
  - 2 élus non-inscrits
  - 1 élu DLR

### 2009-2011
- Groupe socialiste et apparentés
  - 15 élus PS
  - 3 élus divers gauche
- Groupe communiste
  - 1 élu PCF
- Groupe Union pour le Val-d'Oise
  - 13 élus UMP
  - 5 élus divers droite
  - 1 élu DLR
- Indépendant
  - 1 élu non-inscrit[23]

### 2011-2015
| Parti                                                             | Sigle | Élus |
| ----------------------------------------------------------------- | ----- | ---- |
| Groupe Union pour le Val-d'Oise (21 sièges)                       |       |      |
| Union pour un mouvement populaire                                 | UMP   | 16   |
| Divers droite                                                     | DVD   | 3    |
| Debout la République                                              | DLR   | 1    |
| Parti radical                                                     | RAD   | 1    |
| Groupe Val d'Oise utile et solidaire (18 sièges)                  |       |      |
| Parti socialiste                                                  | PS    | 14   |
| Divers gauche                                                     | DVG   | 2    |
| Parti communiste français                                         | PCF   | 1    |
| Sans étiquette                                                    | SE    | 1    |
| Président du conseil départemental : Arnaud Bazin (divers droite) |       |      |

### 2015-2021
| Président du Conseil départemental   |       |       |      |                                |
| Marie-Christine Cavecchi (LR)        |       |       |      |                                |
| Parti                                | Sigle | Sigle | Élus | Groupes                        |
| Majorité (32 sièges)                 |       |       |      |                                |
| Les Républicains                     |       | LR    | 29   | Union pour le Val-d'Oise       |
| Union des démocrates et indépendants |       | UDI   | 3    | Union pour le Val-d'Oise       |
| Opposition (10 sièges)               |       |       |      |                                |
| Parti socialiste                     |       | PS    | 10   | Élus socialistes et apparentés |